# Яблонська Оксана Валентинівна
Яблонська Оксана Валентинівна (*22 жовтня 1962, Дрогобич)[джерело?] — українська науковиця, поетеса і громадська діячка в сфері культури, професор кафедри ветеринарії та тваринництва Східноукраїнського національного університету імені Володимира Даля, доктор ветеринарних наук, академік Академії наук вищої школи України, співочільниця літературного об'єднання Sevama. Донька Яблонського Валентина Андрійовича

## Наукова діяльність
Веде наукові дослідження на теми: 
- Імунний статус тварин та його корекція;
- Методи наукового дослідження;
- Мікрофлора харчових продуктів і довкілля;
- Вплив хімічних та фізичних факторів на мікроорганізми.

У 2005 захистила докторську дисертацію на тему «Імунний статус глибокотільних корів і новонароджених телят та його корекція».
Є членом
- Групи Гаранта освітньої програми PhD 211 у Східноукраїнському національному університеті імені Володимира Даля;
- Товариства мікробіологів України

Авторка і співавторка понад 200 педагогічних та науково-методичних праць, зокрема:
- Методи наукових досліджень у тваринництві та ветеринарній медицині. навчальний посібник для системи магістратури, аспірантури та докторантури / Яблонський, В.А., Яблонська О.В. (2012);
- Нескорена Волинь : Монографія / О. Яблонська, В. Яблонський (2017);
- Видатні вчені світу - фундатори мікробіологічної науки [Текст] : монографія / Оксана Валентинівна Мазур Тетяна Василівна, Яблонська, Фльора Жаферівна Ібатулліна, Марія Василівна Мельник (2017);
- Ветеринарна мікробіологія: навчальний посібник / Ібатулліна ФЖ Яблонська ОВ, Мазур ТВ. (2017)

## Літературна і громадська діяльність
З дитинства захоплюється мовами, разом із поетом Іваном Кушніром із Миколаєва (поетична школа Дмитра Кременя) заснували (2006) і очолили літоб'єднання  «Sevama», назва якого на санскриті означає «яблуко».
Автор і організатор щорічного фестивалю авторської поезії та музики «Sevama Fest» (2008–2024), круглого столу про книговидання та літературу, із поетом Назарієм Незнаним (автор ідеї) — фестивалю «День Незалежного Поета», з поетом-кобзарем Едуардом Драчем — фестивалю «Відкриті Небеса», з ним же та актором Олександром Ігнатушею (автор ідеї) — фестивалю «Трипільський сапет», із поеткою-пісняркою Валентиною Люліч з Рівного — фестивалю авторської поезії та пісні для військових і волонтерів «Лірика Перемоги», який поєднав фестивалі «Словоспів» і «Sevama Fest».
Публікувала свої твори у альманахах «DigitalРомантизм», «Бандерштат», «Голоси», «Голоси Севами», «Вісник самвидаву», «Крила», антології «Викрадення Європи», антології верлібрів «Ломикамінь», «Українська поезія» у перекладі на болгарську мову, збірках «На каву до Львова», «Кобзарі Майдану», «Яблуко спокуси», «Зачаруй мене тремом кохання», «Слава нації – смерть ворогам», «Н2О2», віртуальній збірці «Котигорошко», журналі «Світ дитини».
Авторка новели «Чорний пес», що увійшла до збірника творів «Босорка», який 7.06.2024 був зафіксований у двох всеукраїнських рекордах у національному реєстрі рекордів України за найбільшу кількість авторів (228) та найбільшу кількість сторінок (2833). Організатор рекорду — автор гротескно-сатиричних творів, винахідник новітнього літературного жанру «Колективний літературний печворк» Сергій Батура.